# チベット暦
チベット暦（チベットれき、英語：Tibetan calendar）は太陰太陽暦であり、密教経典『カーラチャクラ・タントラ(時輪タントラ)』の「世間品」に説かれた暦の体系にもとづいている。チベットに『カーラチャクラ・タントラ』が伝来したとされる「火の女兎の年（me mo yos lo）」（丁卯，ラプチュン年(རབ་བྱུང་)，1027年）から始まる60年間を「第一ラプチュン」と呼ぶ。1年はそれぞれ新月より始まる12乃至13の太陰月よりなる。閏月は約3年毎に挿入されて季節のズレが調節される。固有の月名はなく、単に一月から十二月までの番号で表される。正月はロサル（Losar）と呼ばれ、時期的には現在の太陽暦の1月末または2月に当り、その意味では現行の中国暦の春節に似ている。日付はティティによって決まり、欠日や余日がある。

## 曜日
曜日は西暦と同様7つの天体に割り当てられている。
| 曜日   | チベット文字                 | 読み         | 天体 |
| ------ | ---------------------------- | ------------ | ---- |
| 日曜日 | གཟའ་ཉི་མ་（gza' nyi ma）      | サ・ニマ     | 太陽 |
| 月曜日 | གཟའ་ཟླ་བ་（gza' zla ba）      | サ・ダワ     | 月   |
| 火曜日 | གཟའ་མིག་དམར་（gza' mig dmar） | サ・ミクマル | 火星 |
| 水曜日 | གཟའ་ལྷག་པ་（gza' lhag pa）    | サ・ラクパ   | 水星 |
| 木曜日 | གཟའ་ཕུར་བུ་（gza' phur bu）    | サ・プルブ   | 木星 |
| 金曜日 | གཟའ་པ་སངས་（gza' pa sangs）  | サ・パサン   | 金星 |
| 土曜日 | གཟའ་སཔེན་པ་（gza' spen pa）   | サ・ペンパ   | 土星 |

## 干支
日本と同様の十干十二支が各年に当てはめられている。十干は火・土・金・水・木の五行に基づいているが、それぞれの陰陽は兄弟ではなく「ཕོ་མོ་(男女)」で表される。例えば「ས་ཕོ་འབྲུག་ལོ་(地の男の龍の年)」（戊辰）の年の次は「ས་མོ་སྦྲུལ་ལོ(地の女の蛇の年)」（己巳）の年、その次は「ས་ཕོ་རྟ་ལོ་(鉄の男の馬)」（庚午）の年である。この性別は十二支から予測できるため省略することができる。
この60年の周期はラプチュン年（རབ་བྱུང་）・「མེ་ཡོས་(火の兎)」（丁卯）年から始まり、セパ年（ཟད་པ）・「མེ་སྟག་(火の虎)」（丙寅）年で終わる。西暦1027年からの60年間を「第１ラプチュン」と称し、2015年は「第１７ラプチュン」の29年目、ニョチェ年（མྱོས་བྱེད་）・「ཤིང་ལུག་(木の羊)」(乙未)年である。 
日本や中国と同様にこの干支は占星術に利用される。